# Lil Durk
Дёрк Деррик Бэнкс (англ. Durk Derrick Banks; род. 19 октября 1992, Чикаго, Иллинойс), более известный под псевдонимом Lil Durk (рус. Лил Дёрк) — американский рэпер из города Чикаго штата Иллинойс. Он подписан на собственный лейбл Only The Family Entertainment, а также на Alamo Records. Ранее он был подписан на Def Jam..

## Биография

### Ранняя жизнь
Дёрк Бэнкс родился 19 октября 1992 года. Он вырос в районе Englewood, особенно печально известный район на Южном побережье города Чикаго. Его отца посадили в тюрьму, когда ему было 7 месяцев. Дёрк бросил школу когда ему было 17 лет.

### Карьера
Бэнкс начал серьёзно рассматривать рэп после выхода его сингла «Sneak Dissin», который получил в основном положительные отзывы. В январе 2012 года, Durk выпустил ремикс на его песню «L’s Anthem» с участием Yo Gotti, Juelz Santana и Meek Mill.
21 мая 2013 года, Lil Durk подписывает контракт с лейблом Френча Монтаны — «Coke Boyz».
В 2014 году Lil Durk участвовал в ежегоднем списке фрешменов от XXL.
2 июня 2015 года Lil Durk выпустил дебютный студийный альбом Remember My Name.
Lil Durk выпустил второй студийный альбом, Lil Durk 2X, 22 июля 2016.
В 2017, Durk выпустил множество микстейпов: Love Songs for the Streets в феврале, Supa Vultures, совместный микстейп с Lil Reese, в августе, Signed to the Streets 2.5, в октябре и Bloodas, а также совместный микстейп с Tee Grizzley, в феврале.
В 2019 году у Lil Durk вышел альбом Love Songs 4 the Streets 2.
Пятый студийный альбом Just Cause Y'all Waited 2 вышел 8 мая 2020 года.
24 декабря 2020 года Lil Durk выпустил шестой студийный альбом The Voice, посвящённый его убитому другу King Von.
4 июня 2021 года Бэнкс выпустил совместный с Lil Baby студийный альбом The Voice of the Heroes.
11 марта 2022 года Durk выпустил седьмой студийный альбом 7220.

## Личная жизнь
У Lil Durk семь детей. С 2020 года Дёрк помолвлен со своей девушкой Индией Роял.
31 мая 2014 года двоюродный брат Lil Durk рэпер МакАртур «OTF NuNu» Свиндел был убит. Потом, 27 марта 2015, Юченна «OTF Chino Dolla» Эгина, друг и менеджер Durk, также была убита. 6 ноября 2020 года был убит друг и соратник по лейблу Бэнкса американский рэпер King Von. 5 мая 2021 года был убит брат Бэнкса D Thang.
Бэнкс является мусульманином.

## Проблемы с законом

### Хранение оружия
В конце 2011 года Дёрк был арестован по обвинению в хранении оружия. Его отпустили под залог, но позже приговорили к 3 месяцам. 5 июня 2013 года Дёрк был арестован после того, как якобы бросил заряженный пистолет 40-го калибра в свою машину, когда к нему подошла полиция на Саут-Грин-стрит в Чикаго. Ему было предъявлено обвинение в незаконном использовании оружия преступником. Его удерживали под залогом в 100 000 долларов, и его адвокат утверждал, что у него есть девять показаний под присягой от свидетелей, которые подтверждают невиновность Дёрка. Один свидетель также признал, что пистолет принадлежал ему. Дёрк был освобожден 18 июля 2013 года.
19 августа 2016 года Дёрк был оправдан по обвинению в несоблюдении испытательного срока, когда его арестовали по обвинению в совершении тяжкого преступления, связанного с оружием; судья снял обвинения.

### Стрельба в Атланте
В мае 2019 года Дёрк и King Von были арестованы по обвинению в несмертельной стрельбе, которая произошла ранее в том же году 5 февраля. По словам прокуроров, двое мужчин ограбили и ранили мужчину возле популярного автокинотеатра Атланты, забрав у него Jeep Wagoneer и 30 000 долларов. После нескольких недель в тюрьме Дюрк и Вон были освобождены под залог в размере 250 000 и 300 000 долларов соответственно. В октябре 2022 года обвинения против Дёрка были сняты.

### Покушение на Quando Rondo и убийство Lul Pab
23 октября 2024 года Кавон Грант, Деандре Уилсон, Кит Джонс, Дэвид Линдси и Аса Хьюстон, все связанные с лейблом Durk's Only the Family, были арестованы и обвинены в заговорах, связанных с заказным убийством, совершении заказного убийства, приведшего к смерти, и использовании пулемета в насильственном преступлении, приведшем к смерти, в связи перестрелкой, произошедшим в августе 2022 года, в котором пострадал Quando Rondo, а также в результате которого погиб его кузен Савайя Робинсон. Утверждается, что стрельба была местью за смерть Кинга Вона, при этом прокуроры отметили, что "перелёты и аренда автомобилей для пятерых мужчин были оплачены кредитной картой, связанной с лейблом". На следующий день, 24 октября, Дёрк был арестован в округе Бровард, Флорида, маршалами США по делу о предполагаемом заговоре на заказное убийство. В записях об аресте и обвинениях утверждается, что Дёрк нанял пятерых мужчин для участия в стрельбе в обмен на деньги и "выгодные музыкальные возможности" для любого, кто убьёт Квондо Рондо.
Дёрк будет экстрадирован из округа Бровард, Флорида, в Калифорнию для предъявления обвинений. Лил Дёрк может столкнуться с возможным смертным приговором в случае осуждения. Он содержится под стражей без возможности залога.

## Награды и номинации
Underground Interviews
| Год  | Номинируемая работа | Категория         | Результат |
| ---- | ------------------- | ----------------- | --------- |
| 2016 | Lil Durk            | Лучший рэпер 2016 | Номинация |

## Дискография

### Альбомы
- Remember My Name (2015)
- Lil Durk 2X (2016)
- Signed to the Streets 3 (2018)[46]
- Love Songs 4 the Streets 2 (2019)[47]
- Just Cause Y'all Waited 2 (2020)
- The Voice (2020)
- 7220 (2022)
- Almost Healed (2023)
- Deep Thoughts (2025)

### Совместные альбомы
Студийные альбомы
- The Voice of the Heroes (совместно с Lil Baby) (2021)

В составе Only the Family
- Only the Family Involved Vol.1 (2018)
- Only the Family Involved Vol.2 (2018)
- Family over Everything (2019)
- Loyal Bros (2021)

### Микстейпы
- I’m a Hitta (2011)[48]
- I’m Still a Hitta (2012)[49]
- Life Ain’t No Joke (2012)[50]
- Signed to the Streets (2013)[51]
- Signed to the Streets 2 (2014)[52]
- 300 Days, 300 Nights (2015)[53]
- They Forgot (2016)[54]
- Love Songs for the Streets (2017)[55]
- Supa Vultures (2017)[56]
(совместно с Lil Reese)
- Signed to the Streets 2.5 (2017)[57]
- Bloodas (2017)[58]
(совместно с Tee Grizzley)
- Just Cause Y’all Waited (2018)[59]